# SVD : L'Union pour la grande cause
Pour les articles homonymes, voir SVD (homonymie).

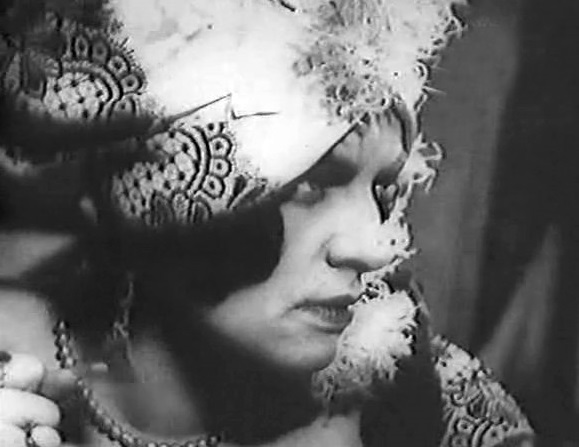
Photo extraite du film SVD : L'Union pour la grande cause (1927).

SVD : L’Union pour la grande cause (en russe : Союз Великого дела) est un film soviétique muet réalisé en 1927 par Grigori Kozintsev et Leonid Trauberg. Son sujet est l'insurrection décabriste de décembre 1825.

## Argument
Le film suit les activités des officiers révolutionnaires russes impliqués dans le soulèvement décabriste de décembre 1825 contre le tsar Nicolas Ier.

## Fiche technique
- Réalisation : Grigori Kozintsev, Leonid Trauberg
- Scénario : Iouri Tynianov, Julian Oxman
- Production : Sovkino
- Directeur de la photographie : Andreï Moskvine
- Décors : Eugene Aeneas
- Format : Film muet, intertitres russes
- Studios : Sovkino
- Pays : Union soviétique
- Durée : 76 minutes
- Date de sortie : 23 août 1927

## Distribution
- Serguei Guerassimov : Medoks
- Andreï Kostrichkin : le serviteur de Medoks
- Piotr Sobolevski : Soukhanov
- Konstantin Khokhlov : le général Vishnevsky
- Sofia Magarill : Vishnevskaya
- Lioudmila Semenova
- Nikolai Mitchourine
- Oleg Zhakov : le jeune soldat
- Yanina Jeïmo : actrice de cirque
- Mikhael Mishel : le général Weismar
- Emil Gal : Gambler
- Aleksandr Melnikov (non crédité)

## Commentaires
S.V.D. est l'un des classiques du cinéma muet soviétique, obtenant ce statut de par les techniques d'enregistrement novatrices employées, notamment pour les scènes de persécution.
Le film fourmille de positionnements de caméra inhabituels, de prises de vues de lumières à travers le brouillard nocturne ou de reflets.